# Margaret Roper
Margaret Roper, née More, est une érudite anglaise née en 1505 et morte en 1544. Elle traduit l'ouvrage d'Erasme Precatio dominica in septem portiones distributa en 1526.

## Biographie
Margaret More est la fille aînée de Thomas More et de sa première épouse, Jane Colt. Le couple a trois autres enfants après Margaret : Elizabeth en 1506, Cicely en 1507 et John en 1509. Jane Colt meurt en 1511, alors que Margaret n'est âgée que de six ans. Son père se remarie moins d'un mois plus tard avec une riche veuve, Alice Middleton.
Thomas More offre une éducation poussée à ses enfants, y compris à ses filles, chose rare à l'époque. Margaret apprend ainsi le grec et le latin, mais aussi les sciences : philosophie, théologie, mathématiques et astronomie. Elle fait rapidement preuve d'une solide maîtrise du latin qui fait la fierté de son père. Elle réalise notamment la traduction d'un traité d'Érasme, le Precatio dominica in septem portiones distributa, qui est publiée en 1525, mais son nom n'est pas mentionné (l'anonymat est alors de mise pour les femmes lettrées). Elle aurait également rédigé des poèmes qui sont tous perdus.
Margaret More se marie en 1521 avec William Roper, un avocat originaire du Kent. Ils ont cinq enfants ensemble : Elizabeth, Mary, Thomas, Margaret et Anthony. Le luthéranisme fervent de William Roper n'est pas sans causer quelques frictions avec le père de Margaret, qui tente en vain de le ramener au catholicisme par le dialogue. Thomas More s'en remet à Dieu, et William Roper finit par renouer avec la foi catholique.
Après l'arrestation de son père, en avril 1534, Margaret More lui rend fréquemment visite dans sa cellule de la Tour de Londres. Il est jugé et condamné à avoir la tête tranchée pour haute trahison. La tête de son père est exposée pendant un an sur le pont de Londres. Margaret More la récupère et la conserve par devers elle jusqu'à sa mort, en 1544. Elle est inhumée en l'église paroissiale de Chelsea, où elle vivait avec sa famille et celle de son père depuis une vingtaine d'années. Son corps est déplacé à l'église Saint-Dunstan de Canterbury pour reposer auprès de celui de son époux à la mort de ce dernier, en 1578.